# Tomocerus lamelliferus
Tomocerus lamelliferus är en urinsektsart som beskrevs av Mills 1934. Tomocerus lamelliferus ingår i släktet Tomocerus och familjen långhornshoppstjärtar. Inga underarter finns listade i Catalogue of Life.